# Угода про транзит військ між СРСР і Фінляндією (1940)

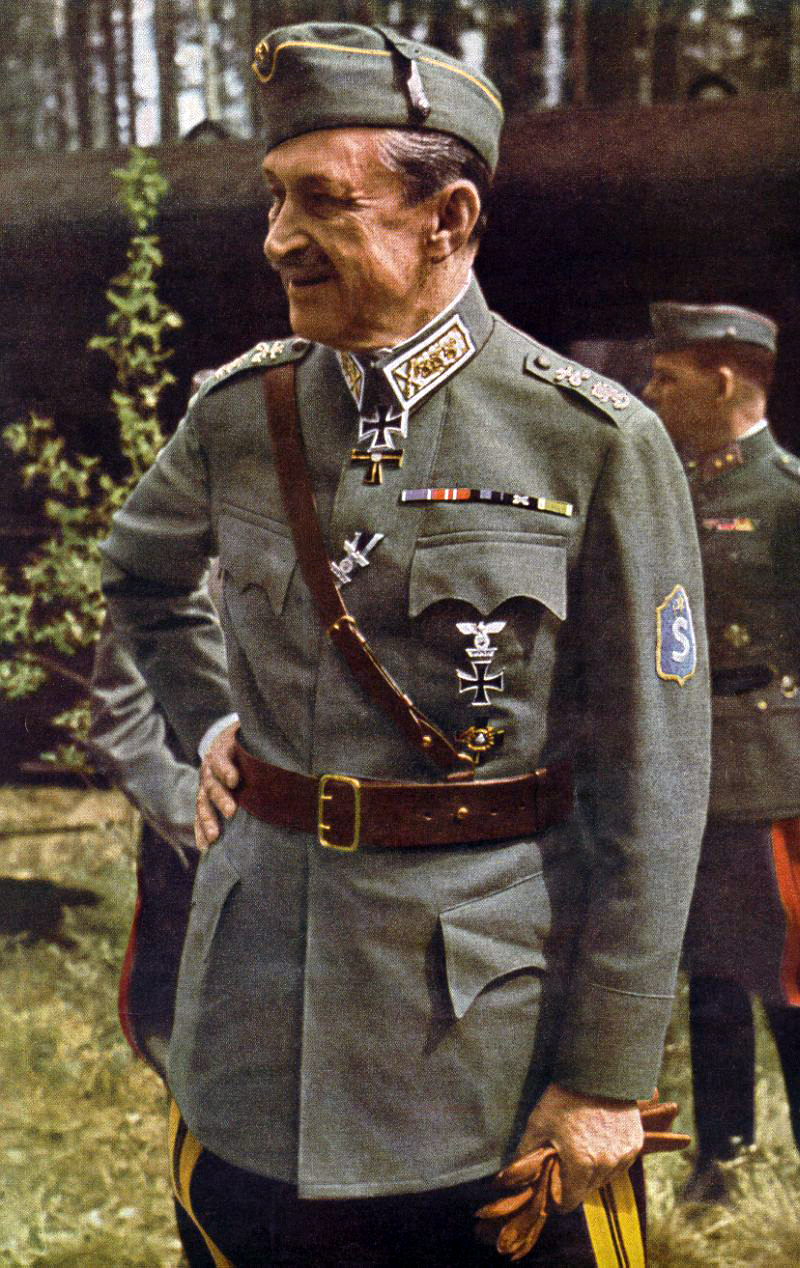
Маршал Карл Густав Маннергейм, 1942

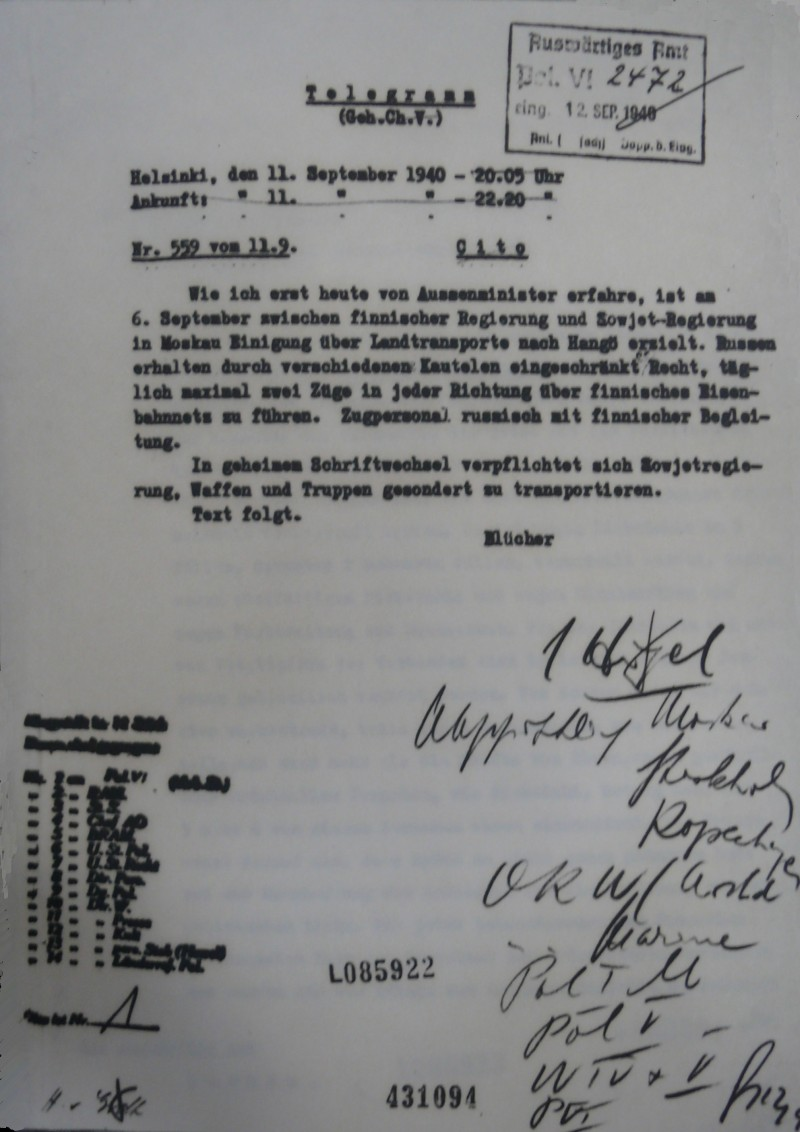
Телеграма посла Німеччини в Гельсінкі Віперта фон Блюхера до міністерства закордонних справ Німеччини 11 вересня 1940 року

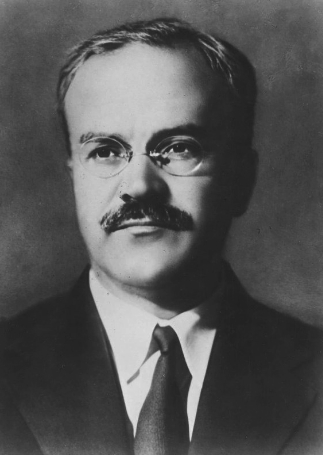
Голова Раднаркому СРСР та Нарком закордонних справ В'ячеслав Молотов, 1938

Угода про транзит військ між СРСР і Фінляндією — міжурядова угода про транзит військ СРСР територією Фінляндії до військово-морської бази СРСР на території Фінляндії (півострів Ханко).
Підписана 6 вересня 1940 року.

## Передумови
Ще до початку Другої світової війни Скандинавський півострів набув важливого стратегічного значення для супротивних сторін, що обумовлювалося його геополітичним положенням між ворогуючими сторонами: Великою Британією, Німеччиною та Радянським Союзом. Усі вони намагалися використати півострів як плацдарм у своїх інтересах. Велика Британія та Франція, як союзники, могли використати його для створення загрози німецьким ВМС, економічним центрам Північної Німеччини, транзиту сировини зі Швеції та Фінляндії, а також створити загрозу для північно-західної частини СРСР та контролювати вихід його ВМФ із Баренцевого та Балтійського морів до Атлантичного океану. Для Німеччини півострів був важливим для постачання залізної руди зі Швеції, для військово-морської блокади західних супротивників, а також для контролю торгового шляху з північних портів СРСР до Англії і в якості плацдарму для наступу на північно-західні райони СРСР. Для Радянського Союзу цей плацдарм надавав мождивості загрожувати Німеччині з півночі, порушити традиційні шляхи постачання їй сировини зі скандинавських країн та для дій на морі проти Англії і Франції.
На одному з етапів підготовки просування СРСР до Скандинавії Й. Сталін направив до Фінляндії відкликаного з Італії повпреда СРСР Б. Ю. Штейна із таємною місією. Після особистого прийому Б. Щтейна та М. Литвинова у Й. Сталіна, 10 березня 1939 року Б. Штейн прибув до Гельсінкі, де провів близько півтора місяця. Кілька разів зустрічався із міністром закордонних справ Фінляндії Юго Еркко . Після повернення був прийнятий Й. Сталіним 19 квітня 
Відповідно до таємного Додаткового протоколу до Договору про ненапад між Радянським Союзом та Третім Райхом  Фінляндія була віднесена сторонами до «сфери державних інтересів» Радянського Союзу
Радянський Союз розпочав своє просування на півострів розв'язавши війну з Фінляндією, що завершилася для нього не зовсім вдало. Прискорила завершення військової операції реальна загроза втручання у конфлікт Великої Британії та Франції. Керівництво Радянського Союзу категорично заперечило спробу створення воєнного союзу Норвегії, Швеції і Фінляндії після підписання мирного договору з Фінляндією . Німеччина, що зайняла нейтральну позицію у цьому конфлікті, вже у квітні 1940 року розпочала операцію з окупації Данії і Норвегії.
Відповідно до Статті IV Мирного договору між Союзом Радянських Соціалістичних Республік і Фінляндською Республікою на вимогу керівництва СРСР уряд Фінляндії погодився «здати Радянському Союзу в оренду з щорічною сплатою Радянським Союзом 8 млн. фінських марок, терміном на 30 років, півостровів Ханко і морську територію навколо радіусом в 5 миль на південь і схід і в 3 милі на захід і північ від нього, і ряд островів, що примикають до нього, <…> для створення там військово-морської бази, здатної обороняти від агресії вхід у Фінську затоку, причому з метою охорони морської бази Радянському Союзу надається право тримати там за свій рахунок необхідну кількість наземних і повітряних збройних сил.

Фінляндський Уряд протягом десяти днів з моменту вступу в силу цього Договору виводить з півострова Ханко всі свої війська, і півострів Ханко разом з прилеглими островами переходить до управління СРСР, відповідно до цієї статті Договору.»
. Договором не був передбачений транзит військ Червоної армії теритрією Фінляндії.
Відповідно до опублікованих документів військове і державне керівництво Радянського Союзу передбачало, в разі потреби, використати базу на півострові Ханко для «…захоплення Аландських островів у всіх випадках обстановки на Балтиці і негайно…. Наступ наших сухопутних сил на північ від бази Ханко і на захід від Виборга…. Негайно, в цьому ж році отримав Аландські острови і можливість реального контролю над усіма фінськими базами в Фінській затоці будь-якими засобами - аж до війни»
Так, начальник штабу Червонопрапорного Балтфлоту (КБФ) контр-адмірал Ю.А.Пантелеев в доповідній записці до Головного морського штабу пропонував 5 липня 1940 р наступне: * ... захоплення Аландських островів у всіх випадках обстановки на Балтиці і негайно,,. Наступ наших сухопутних сил на північ від бази Ханко і на захід від Виборга ... Негайно, в цьому ж році отримав Аландські острови і можливість реального контролю над усіма фінськими базами в Фінській затоці будь-якими засобами - аж до війни ».
Райхсканцлер А. Гітлер стверджував, що Німеччина не мала політичних інтересів у Фінляндії і що під час радянсько-фінської війни Німеччина зберігала найсуворіший нейтралітет. Гітлер наказав затримати пароплави, що мали постачати військові матеріали до Фінляндії, хоча він не мав на це жодного права. Позиція Німеччини призвела до ускладнень у шведсько-німецьких відносинах. Війна з Норвегією стала наслідком війни з Фінляндією і, до того ж, внаслідок погіршення стосунків із Швецією, Гітлеру довелося задіяти більшу кількість дивізій у Норвегії, ніж передбачалося. Оскільки Німеччина отримує з Фінляндії ліс та нікель, вона зацікавлена у Фінляндії економічно. Окрім того вона зацікавлена у попередженні конфліктів у Балтійському морі, через яке проходять її торговельні шляхи .
Здійснивши операцію з окупації прибалтійських країн влітку 1940 року , у листопаді керівництво СРСР намагалося отримати згоду Німеччини на включення до їх числа також і Фінляндії. Створивши своїми діями загрозу інтересам Німеччини керівництво СРСР сприяло рішенню А. Гітлера про початок війни з СРСР.
Починаючи від липня 1940 року Німеччина розпочала планування військової операції проти Радянського Союзу. Для її реалізації потрібно було використати територію Фінляндії. Від того часу змінилося ставлення керівництва Німеччини до Фінляндії: Фінляндію de facto перетягнули зі «сфери державних інтересів СРСР» до «сфери державних інтересів Німеччини» .
Нові плани Німеччини щодо Фінляндії стали остаточно зрозумілими Москві під час зустрічі В'ячеслава Молотова з А. Гітлером в середині листопада 1940 року. Молотов заявив, що СРСР досяг кордонів «сфери інтересів», обумовлених влітку 1939 року , скрізь за винятком Фінляндії. По суті Молотов просив у Гітлера згоди на окупацію Фінляндії. Однак Гітлер недвозначно зажадав не починати нової війни на фінляндському напрямку. Молотову стало зрозуміло, що СРСР не зможе отримати «належного йому в Фінляндії», не опинившись в конфлікті з Німеччиною .
До кінця літа 1940 року Фінляндія опинилася у скрутному економічному і політичному становищі поміж великими геополітичними гравцями.
З боку Радянського Союзу її могли очікувати події, аналогічні тим, що тільки-но відбулися у прибалтійських країнах . Ситуацію ускладнювала діяльність Фінсько-радянського товариства миру та дружби, що поширювало чутки про радянізацію Фінляндії, а також організовувало у великих містах демонстрації і заворушення. Радянський Союз офіційно підтримував Товариство як в кремлівських коридорах влади, так і через своє посольство в Гельсінкі. Товариство діяло як своєрідний Троянський кінь, що міг стати небезпечним для Фінляндії. Радянський Союз активно підтримував комуністичну агітацію, спрямовану на повалення суспільного ладу у Фінляндії .
В той же час Радянський Союз вимагав подальших політичних і економічних поступок, не передбачених Московським договором, серед яких була й вимога транзиту територією Фінляндії військ Червоної армії до військово-морської бази Червоної армії на півострові Ханко. З багатьох джерел до уряду Фінляндії надходили відомості про пересування радянських військ в безпосередній близькості від кордонів: погіршилася політична атмосфера в Москві, інформація про загрозу війни надходила з радянського посольства в Стокгольмі, від німецьких військових аташе в Таллінні, Ризі та Каунасі та від керівництва ОКВ. З ініціативи К. Маннергейма 8 серпня 1940 року відбулося позачергове засідання уряду Фінляндії, яке, однак, не підтримало пропозиції маршала про введення часткової мобілізації. Уряд в політичному плані робив все можливе для збереження миру, зокрема Вяйньо Таннер — довірена особа соціал-демократів — на вимогу уряду СРСР був усунений з посади. Уряду довелося вирішувати, звідки можна було отримати допомогу, щоб протистояти неприйнятним вимогам і забезпечити недоторканість країни.
Внаслідок воєнних дій порушилися економічні зв'язки Фінляндії із західними країнами . Внутрішньоекономічна ситуація погіршилася також внаслідок окупації Радянським Союзом близько 10% території Фінляндії.
29 червня 1940 року була підписана торговельна угода , що передбачала збільшення фінського експорту до Німеччини у порівнянні з 1938 р в чотири рази, імпорту — у два рази. Німеччина стала найважливішим торговим партнером Фінляндії. Це мало позитивне політичне значення, оскільки Фінляндія могла відчувати себе впевненіше в обстановці радянського тиску. З іншого боку мало безсумнівні мінуси, оскільки економіка Фінляндії занадто тісно прив'язувалася до німецької економічної ситуації.
Швидко змінювалася обстановка в світі, що сприяло зміцненню віри фінських політичних діячів у неминучість змін у положенні Фінляндії  і примушувало бути прагматичними в оцінці ситуації. Це вело до пошуків нового союзника. Вибір був обмежений. Хоча вважали, що Німеччина  залишила країну на милість Росії і ставлення до неї після закінчення «Зимової війни» було досить прохолодним,— погляди все частіше стали звертати убік Берліна .
У липні 1940 року Швеція погодилася на транзит військ Вермахту до Норвегії. У червні СРСР окупував Бессарабію і Північну Буковину, а також Балтійські країни.
6 вересня уряд Фінляндії був змушений підписати угоду про транзит військ Червоної армії до військово-морської бази СРСР на півострові Ханко.